# Azocano
El azocano, también llamado heptametilenimina, azaciclooctano y perhidroazocina es un compuesto orgánico de fórmula molecular C7H15N. Su estructura química corresponde a una amina heterocíclica saturada de ocho miembros, con un único grupo amino secundario.

## Características físicas y químicas
A temperatura ambiente, el azocano es un líquido incoloro o ligeramente amarillo.
Tiene su punto de ebullición a 162 °C —a una presión muy inferior a la atmosférica (15 mmHg) su punto de ebullición es de 52 °C— mientras que su punto de fusión es 18 °C. En estado sólido, cristaliza en el sistema cúbico.
En fase líquida, tiene una densidad inferior a la del agua (ρ = 0,896 g/cm³), siendo muy poco soluble en ella (15 g/L). El valor del logaritmo de su coeficiente de reparto, logP = 2,06, pone de manifiesto una solubilidad unas cien veces mayor en disolventes apolares —como el 1-octanol— que en disolventes polares.

## Síntesis y usos
El azocano se puede sintetizar a partir de la 2-azacyclooctanona. Esta síntesis puede llevarse a cabo por hidrogenolisis selectiva de los enlaces C-N utilizando un catalizador de platino —con una proporción de este metal del 40%— sobre sílice; o bien usando un catalizador bimetálico consistente en un metal de transición de los grupos 8-10 junto a otro metal de transición de los grupos 6-7. Otra vía de síntesis diferente tiene como precursor el 1,7-dibromoheptano.
Se ha investigado la posible relación entre el azocano y la formación de tumores cancerígenos en hígado y pulmones; la formación de nitrosaminas —formadas en el tracto intestinal por nitritos de los alimentos junto a aminas secundarias como el azocano, ingeridas de forma deliberada o accidental— puede ser la causa de aparición de los citados tumores.
En cuanto a sus aplicaciones, el azocano puede ser utilizado como repelente para artrópodos, ya que enmascara los olores que atraen a los insectos. Se ha planteado su uso como sustituto del DEET, ingrediente habitual de los repelentes de insectos, pudiendo ser aplicado sobre la piel.

## Precauciones
El azocano es un compuesto combustible cuyo punto de inflamabilidad es 29 °C.
Es una sustancia corrosiva e irritante, pudiendo ocasionar irritación en ojos, piel, mucosas y vías respiratorias.